# Chemsakiella
Chemsakiella is een kevergeslacht uit de familie van de boktorren (Cerambycidae). De wetenschappelijke naam van het geslacht werd voor het eerst geldig gepubliceerd in 2006 door Monné.

## Soorten
Chemsakiella omvat de volgende soorten:
- Chemsakiella michelbacheri (Chemsak, 1984)
- Chemsakiella ricei (Chemsak, 1984)
- Chemsakiella virens (Bates, 1885)
- Chemsakiella virgulata (Chemsak, 1987)